# Conanalus plicipennis
Conanalus plicipennis är en insektsart som beskrevs av Wei Ying Hsia och Xiangwei Liu 1990. Conanalus plicipennis ingår i släktet Conanalus och familjen vårtbitare. Inga underarter finns listade i Catalogue of Life.